# Jaluit

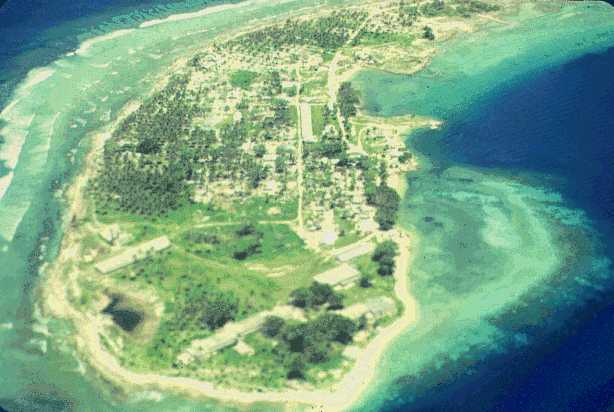
Jaluit

Jaluit es un atolón de 91 islas en el océano Pacífico. Constituye un distrito legislativo de las Islas Marshall. El área total asciende a 11 km², pero encierra una laguna de 690 km². La población, en 1999, ascendía a 1669 habitantes. Y bajo dominio español se llamó Isla de Jesús en honor a la Compañía de Jesús o los jesuitas y su capital era San Ignacio de Jesús. También fue la capital del protectorado alemán en las Islas Marshall.